# 萨巴捷原则
萨巴捷原则（Sabatier principle）由法国化学家保罗·萨巴捷于1920年提出，指的是在催化反应中，催化剂和反应物种之间的相互作用既不要太强，也不能太弱。如果作用太强，反应产物难以脱附，如果作用太弱，反应物种难以和催化剂结合。
萨巴捷原则可以通过反应速率随反应物在催化剂表面上的吸附热的变化作图表现，这种图一般都呈三角形或抛物线形，一般称之为火山图。类似的，针对两种不同的性质，如对二元反应的两种反应物的吸附热，可以做出三维图，此时该图通常被称为火山表面图。
1. ↑  Paul Sabatier. . Paris et Liège: Librairie Polytechnique. 1920.